# Guineaalethe
Guineaalethe (Alethe diademata) är en fågel i familjen flugsnappare inom ordningen tättingar.

## Utseende och läte
Kongoalethen är en 18 cm lång trastliknande flugsnappare. Undersidan är ljus med grå anstrykning på bröstet och ansiktet, medan den är kanelbrun på ovansidan och centralt på hjässan. På stjärten syns tydliga vita spetsar på yttre stjärtpennorna. Ungfågeln är kraftigt fläckad ovan. Mycket lika systerarten kongoalethe har mer roströd ovansida, orange centralt på hjässan och saknar vitt i stjärten. Sången är en ljudlig och melodisk serie i tre till fyra stavelser, återgiven på engelska som ”whooo-wheet-whooee” eller liknande. Även hårda ”chht” kan höras.

## Utbredning och systematik
Guineaalethe förekommer från Senegal och Gambia till Sierra Leone, Liberia, Ghana och Togo. Den behandlas som monotypisk, det vill säga att den inte delas in i några underarter.

### Artstatus och släktskap
Guineaalethe och kongoalethe (A. castanea) behandlades tidigare som samma art. De skiljer sig dock något åt i utseende, även i juvenil dräkt. Genetiska studier från 2003 stödjer också uppdelningen i två arter. Artparet utgör en systergrupp till en klad i familjen bestående av trädnäktergalar, shamor och flugsnappare i bland annat Muscicapa. Tidigare inkluderades ytterligare fyra arter i släktet, men genetiska studier visar att de endast är avlägset släkt, närmare snårskvättor i exempelvis Cossypha, och har därför brutits ut till ett eget släkte, Chamaetylas.

### Familjetillhörighet
Liksom ett antal andra små trastliknande fåglar som rödhake, näktergalar, stenskvättor, rödstjärtar och buskskvättor behandlades arten tidigare som en trast (Turdidae), men genetiska studier visar att de tillhör familjen flugsnappare (Muscicapidae).

## Levnadssätt
Kongoalethe hittas i skogar i låglänta områden och bergstrakter upp till 1500 meters höjd. Där uppträder den skyggt i undervegetationen, enstaka eller i par. Ibland kan den följa svärmande vandringsmyror för att fånga insekter som skräms upp i svärmens framfart och kan då vara lätt att komma nära.

## Status och hot
Arten har ett stort utbredningsområde, men tros minska i antal, dock inte tillräckligt kraftigt för att den ska betraktas som hotad. Internationella naturvårdsunionen IUCN listar arten som livskraftig (LC).